# Siluro San Bartolomeo
Der Siluro San Bartolomeo, (italienisch für Torpedo San Bartolomeo) abgekürzt SSB, war ein bemannter Torpedo der italienischen Marine, welcher eine Weiterentwicklung des Siluro a Lenta Corsa (SLC) war.

## Entwicklungsgeschichte

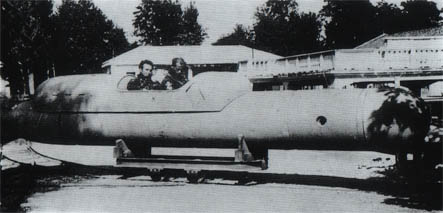

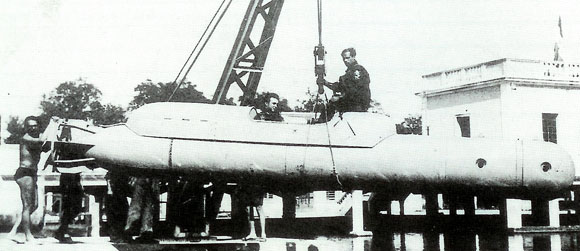

Der SSB wurde entwickelt, um die erfolgreichen Praxiserfahrungen mit seinem Vorgänger, dem SLC, weiterzuführen. Die Modifikationen gegenüber dem SLC bestanden darin, dass ein leistungsstärkerer Elektromotor und größere Sprengladungen verbaut wurden. Diese Änderungen wurden nötig, um die Schwächen des SLC im Hinblick auf die Einsatzzeiten zu verbessern.
Bis zum Waffenstillstand von Cassibile wurden ca. neun Einheiten, je nach Quelle auch weniger, von dem Unternehmen Officina Siluri San Bartolomeo („Torpedowerk San Bartolomeo“) in San Bartolomeo bei La Spezia fertiggestellt.

## Geplante Einsätze und Verbleib
Von La Spezia aus sollten Einheiten dieses Typs bei Gibraltar zum Einsatz kommen. Aufgrund des Waffenstillstands kam es hierzu nicht mehr. Ein Exemplar wurde nach dem Krieg in Venedig erbeutet. Ein Exemplar soll sich heute im Royal Navy Submarine Museum in Gosport befinden.